# Capillaster
Capillaster is een geslacht van haarsterren uit de familie Comatulidae.

## Soorten
- Capillaster asterias A.H. Clark, 1931
- Capillaster gracilicirrus A.H. Clark, 1912
- Capillaster macrobrachius (Hartlaub, 1890)
- Capillaster mariae (A.H. Clark, 1907)
- Capillaster multiradiatus (Linnaeus, 1758)
- Capillaster sentosus (Carpenter, 1888)
- Capillaster squarrosus Messing, 2003
- Capillaster tenuicirrus A.H. Clark, 1912